# Holmtjärnen (Dorotea socken, Lappland)
Holmtjärnen är en sjö i Dorotea kommun i Lappland och ingår i Ångermanälvens huvudavrinningsområde. Sjön har en area på 0,0335 kvadratkilometer och ligger 700 meter över havet. Holmtjärnen ligger i Gitsfjället Natura 2000-område.

## Delavrinningsområde
Holmtjärnen ingår i det delavrinningsområde (719378-147270) som SMHI kallar för Ovan None. Medelhöjden är 705 meter över havet och ytan är 0,4 kvadratkilometer. Det finns inga avrinningsområden uppströms utan avrinningsområdet är högsta punkten. Vattendraget som avvattnar avrinningsområdet har biflödesordning 5, vilket innebär att vattnet flödar genom totalt 5 vattendrag innan det når havet efter 304 kilometer. Avrinningsområdet består mestadels av skog (93 procent). Avrinningsområdet har 0,03 kvadratkilometer vattenytor vilket ger det en sjöprocent på 8,2 procent.